# Ebenholz
Ebenholz es un pueblo de Liechtenstein, situado en el municipio de Vaduz. Su nombre significa "ébano" en alemán.

## Geografía
Se encuentra en el centro del país, justo al norte de Vaduz y al sur de Schaan, cerca de la localidad de Mühleholz.

## Economía
Orca Engineering es un fabricante de automóviles deportivos fundado en Suiza y Ebenholz que uno de los coches más rápidos del mundo, el R113.